# Nuevo Piedras Verdes
Nuevo Piedras Verdes es una ranchería del municipio de Álamos ubicada en el sureste del estado mexicano de Sonora, cercana a los límites divisorios con los estados de Chihuahua y Sinaloa. La ranchería es la octava localidad más habitada del municipio ya que según los datos del Censo de Población y Vivienda realizado en 2020 por el Instituto Nacional de Estadística y Geografía (INEGI), Nuevo Piedras Verdes tiene un total de 305 habitantes.
Su nombre se dio porque al caer agua en las rocas que hay en el lugar, se presentaba una reacción química de oxidación, resaltando de esta manera un color verde en éstas.
Desde los años 1950, en la localidad llamada Piedras Verdes fundada originalmente en 1678, se encontraba una empresa minera llamada Mina del Cinco que explotaba el territorio del lugar. En los años siguientes se comenzaron a incrementas los estudios geológicos y abundando los descubrimientos de yacimientos de metales como el cobre y la plata, ocasionando el interés de empresas extranjeras, siendo unas de las primeras la Frontera Copper Corp. y Cobre del Mayo S.A. de C.V., llegando a acuerdos en 2008 con aproximadamente 48 ejidatarios del lugar, concluyendo en desalojar el antiguo Piedras Verdes, y reubicar a sus residentes en esta nueva localidad planeada bajo el nombre de Nuevo Piedras Verdes.
La reubicación comenzó en enero de 2005, los habitantes desmantelaron por sí mismos las viviendas donde habitaban, en el mes de febrero del mismo año, los empresarios mineros, ya tenían identificado el nuevo lugar para asentar al pueblo, y el día 17 de ese mes, se comenzó a electrificar, el día 22, se comenzó con la construcción de tres centros educativos, un jardín de niños, una escuela primaria, y una telesecundaria.

## Geografía
Nuevo Piedras Verdes se ubica en el sureste del estado de Sonora, en la región centro del territorio del municipio de Álamos, sobre las coordenadas geográficas 27°06'49" de latitud norte y 108°59'37" de longitud oeste del meridiano de Greenwich, a una altura media de 293 metros sobre el nivel del mar. 

## Minería
La principal actividad de la localidad, es la extracción de cobre, la alta actividad minera ha provocado desde 2011, un crecimiento regular en la economía de la región norte del municipio, ya que contribuye al empleo de 720 personas de manera directa, y 3600 de forma indirecta, logrando un flujo de capital entre los proveedores y comerciantes locales. El desarrollo de empleo no sólo beneficia a los residentes de Piedras Verdes, sino también a las localidades vecinas.
La empresa minera Cobre del Mayo S.A. de C.V., se convirtió en 2016 en una importante referencia de minería responsable en México y el mundo, por sus protocolos de seguro y su impacto económico y social, también operan otras empresas en la localidad como la Corner Bay S.A. de C.V., que se encarga de extraer plata.
|                              |
| Mina en Nuevo Piedras Verdes |

|                         |
| La mina a cielo abierto |